# Pfarrhaus (Irsingen)

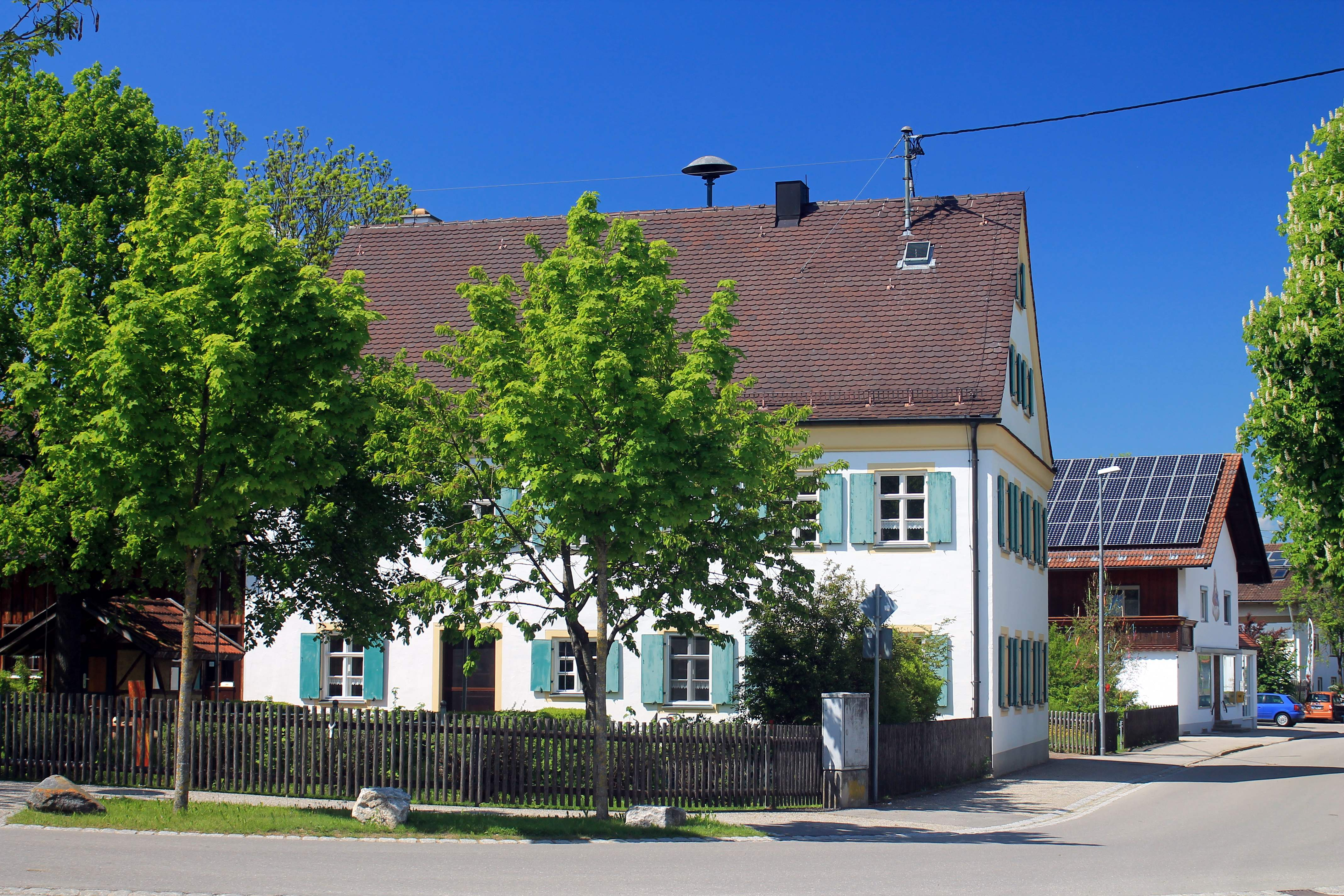
Pfarrhaus in Irsingen

Das Pfarrhaus in Irsingen, einem Ortsteil der Stadt Türkheim im Landkreis Unterallgäu im bayerischen Regierungsbezirk Schwaben, wurde 1735 erbaut und steht unter Denkmalschutz. In den Jahren 1873/1874 fand eine Renovierung statt, während derer ein neuer Dachstuhl errichtet wurde. Das Gebäude ist zweigeschossig und mit einem Satteldach gedeckt. Es besteht aus sechs zu vier Achsen mit Karniesgesims an Traufe und Giebelsohle.